# Nils von Kantzow
Nils Gustav von Kantzow est un gymnaste artistique suédois né le 30 août 1885 à Solna et mort le 7 février 1967 à Mullsjö.

## Biographie
Issu d'une famille d'origine poméranienne, le baron Nils von Kantzow est le fils d'un officier et professeur de gymnastique à l'école militaire de Karlberg. 
Comme son père, il devient officier de l'armée suédoise et, gymnaste accompli, fait partie de l'équipe de Suède qui remporte la médaille d'or en gymnastique aux Jeux olympiques d'été de 1908 se tenant à Londres.
Le 7 juillet 1910, il épouse Carin von Fock dont il a un fils Thomas en 1912.
En 1920, son beau-frère Eric von Rosen revient en avion privé. Il présente au couple le pilote, un jeune officier Allemand rendu à la vie civile et réduit à travailler à la suite de la défaite allemande : Hermann Göring. Hermann Göring et Carin von Kantzow  connaissent un coup de foudre. la baronne et le pilote partent pour la Bavière. Toujours amoureux, Nils von Kantzow tente en vain de ranimer les sentiments de son épouse, allant jusqu'à soutenir matériellement le couple adultère et à organiser un dîner qui, loin de rétablir les choses ne fera qu'embarrasser les trois convives. Le couple divorce en décembre 1922. Hermann et Carin se marient en Allemagne en 1923 en présence d'Adolf Hitler pour qui Carin concevra une admiration sans borne avant de mourir prématurément d'une maladie cardiaque en 1931.
Désespérement amoureux de sa femme, Nils von Kantzow sombra dans la folie et mourut dans la misère. Son fils Thomas von Kantzow se suicida en 1973.